# Centre de Defensa de la Unió Ortodoxa
El Centre de Defensa de la Unió Ortodoxa (en anglès: Orthodox Union Advocacy Center) és una organització de lobby no partidista que forma part de la Unió Ortodoxa.
L'associació representa a 1.000 congregacions jueves situades en tot el país, promou els esforços de lobby de la Unió Ortodoxa en la capital federal, Washington DC, i a les capitals dels Estats de la Unió.
L'organització antigament era coneguda com l'Institut d'Afers Públics, el Centre de Defensa de la Unió Ortodoxa compromet als líders de tots els nivells del govern, així com al públic en general, per promoure i protegir els interessos i els valors de la comunitat jueva ortodoxa en l'àmbit de les polítiques públiques, i en tot allò relacionat amb les relacions entre el Govern dels Estats Units i l'Estat sionista d'Israel.
El OU Advocacy Center té relacions amb els legisladors, els dirigents del govern, i els polítics dels Estats Units. L'organització advoca per temes que afecten i impacten a la comunitat jueva nord-americana. Mitjançant la seva tasca, recolzen i enforteixen el judaisme als Estats Units d'Amèrica i contribueixen al benestar de la societat jueva nord-americana, israeliana i mundial.
A nivell federal, el OU Advocacy Center es reune amb el President dels EUA, i amb els alts funcionaris de l'Administració Trump, per enriquir la seva relació amb els nivells més alts del govern. L'organització OU Advocacy Center també treballa amb els senadors i representants dels Estats Units per redactar legislació, declarar davant de comitès del Congrés i del Senat, i crear coalicions bipartidistes de suport, per a promoure i protegir els interessos i els valors de la comunitat jueva ortodoxa estatunidenca.
El suport estatal del OU Advocacy Center ha crescut exponencialment en els últims anys. L'associació ha inaugurado oficines que funcionen a temps complet a Nova York, Nova Jersey, Pennsilvània i Florida, on cada equip treballa amb els líders del govern i l'oposició sobre una base bipartidista, per construir coalicions i promoure les necessitats i interessos de la comunitat jueva ortodoxa davant la legislatura estatal.
L'organització està expandint les seves oficines a la Costa Est dels Estats Units, a Nova Anglaterra i a la Costa Oest dels Estats Units, i manté una presència significativa en el Sud-oest del país. Mitjançant el seu treball, el OU Advocacy Center ha aconseguit recaptar milions de dòlars per a les comunitats jueves de tot el país.